# Kanton Villeréal
Der Kanton Villeréal war bis 2015 ein französischer Wahlkreis im Arrondissement Villeneuve-sur-Lot, im Département Lot-et-Garonne und in der ehemaligen Region Aquitanien; sein Hauptort war Villeréal, Vertreter im Generalrat des Départements war durchgehend von 1976 bis 2015, wiedergewählt zuletzt 2008, Jean-Marc Chemin. 
Der Kanton war 172,98 km² groß und hatte 3947 Einwohner (Stand 2012). 
Der Kanton umfasste Wahlberechtigte aus folgenden Gemeinden:
| Gemeinde                   | Einwohner Jahr | Fläche km² | Bevölkerungsdichte | Postleitzahl | Code INSEE |
| -------------------------- | -------------- | ---------- | ------------------ | ------------ | ---------- |
| Bournel                    | 249 (2013)     | –          | – Einw./km²        | 47210        | 47037      |
| Dévillac                   | 133 (2013)     | –          | – Einw./km²        | 47210        | 47080      |
| Doudrac                    | 94 (2013)      | –          | – Einw./km²        | 47210        | 47083      |
| Mazières-Naresse           | 129 (2013)     | –          | – Einw./km²        | 47210        | 47164      |
| Montaut                    | 235 (2013)     | –          | – Einw./km²        | 47210        | 47184      |
| Parranquet                 | 122 (2013)     | –          | – Einw./km²        | 47210        | 47200      |
| Rayet                      | 175 (2013)     | –          | – Einw./km²        | 47210        | 47219      |
| Rives                      | 234 (2013)     | –          | – Einw./km²        | 47210        | 47223      |
| Saint-Étienne-de-Villeréal | 306 (2013)     | –          | – Einw./km²        | 47210        | 47240      |
| Saint-Eutrope-de-Born      | 690 (2013)     | –          | – Einw./km²        | 47210        | 47241      |
| Saint-Martin-de-Villeréal  | 118 (2013)     | –          | – Einw./km²        | 47210        | 47256      |
| Tourliac                   | 145 (2013)     | –          | – Einw./km²        | 47210        | 47311      |
| Villeréal                  | 1282 (2013)    | –          | – Einw./km²        | 47210        | 47324      |